# Усадьба Грилла
«Усадьба Грилла» (англ. Gryll Grange) — повесть британского писателя Томаса Лава Пикока, впервые опубликованная в 1860 году (отдельное издание вышло в 1861 году). Первым вариантом этого произведения стал, по-видимому, «Диалог о дружбе и браке», опубликованный в 1859 году.

## Восприятие
«Усадьба Грилла» увидела свет, когда её автору было 75 лет. К тому моменту Пикок 29 лет ничего не публиковал, и публика была уверена, что он давно исписался. Поэтому повесть поразила и критиков, и рядовых читателей.
Литературоведы отмечают, что «Усадьба Грилла» — «самое продуманное, художественно выношенное, виртуозное по исполнению произведение Пикока», к тому же уникальное для британской литературы XIX века из-за мифологического типа повествования.